# Fame and Fortune (엘비스 프레슬리의 노래)
〈Fame and Fortune〉는 엘비스 프레슬리의 1960년 발라드로 프레드 와이즈가 작사하고 벤 와이즈먼이 작곡한 것이다. 1960년 3월 21일 테네시주 내슈빌의 RCA 스튜디오 B에서 녹음됐다. 〈Stuck on You〉의 싱글반(RCA 47 7740) 뒷면에 취입돼 처음 공개되었다. 이 싱글은 프레슬리의 첫 제대 뒤 싱글이었다. 1960년 5월 5일 해당 주에 빌보드 핫 100에서 17위에 안착했다. 일변 〈Stuck on You〉는 1위를 몇 주간 점령했다. 미국에서 발매된 〈Stuck on You〉 싱글은 백만 장 넘게 판매돼 RIAA의 골드 인증을 받았다.